# Oskar Müller (SA-Mitglied)

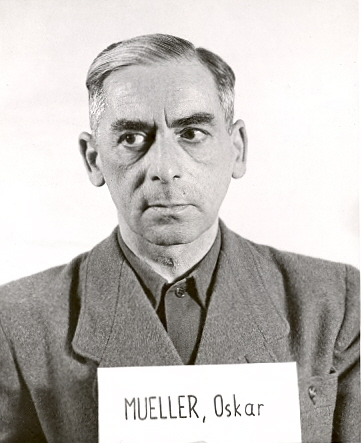
Oskar Müller als Zeuge bei den Nürnberger Prozessen

Oskar Walter Müller (* 23. März 1894 in Baden-Baden; † nach 1948) war ein deutscher SA-Führer, zuletzt im Rang eines SA-Brigadeführers, sowie Wehrmachtsoffizier. Müller amtierte unter anderem als deutscher „Bevollmächtigter für die Kosakenflüchtlinge“ während des Zweiten Weltkriegs.

## Leben und Tätigkeit
Nach dem Besuch der Volksschule und der Realschule ging Müller 1911 zu Ausbildungszwecken ins Ausland. Bis kurz vor Ausbruch des Ersten Weltkriegs lebte er in England und der Schweiz. Von 1914 bis 1918 nahm er am Krieg teil. Anschließend setzte er seine Ausbildung an einer Handelsschule in München fort.
1920 wurde Müller Teilhaber einer Textilfirma, mit der er seinen Lebensunterhalt bis 1936 als selbständiger Kaufmann verdiente.
Zum 1. April 1932 trat Müller in die NSDAP ein (Mitgliedsnummer 1.028.792). Bereits zwei Monate zuvor, im Februar 1932, war er dem NSKK beigetreten. Zum Jahresende 1932 wechselte er von diesem in die SA. In ihr fungierte er zunächst als Adjutant der Standarte 113. Im Oktober 1933 wurde er in dieser Stellung zum SA-Standartenführer befördert. Zum Jahresende 1933 wurde er zum Stabsführer der SA-Brigade 54 ernannt, was er bis zur Auflösung dieses Verbandes im Jahr 1936 blieb. Zum 1. März 1937 wurde er zum Leiter der Sportabteilung der SA-Führerschule in München ernannt, wo er direkt Max Luyken unterstand. In dieser Stellung wurde er zum 30. Januar 1941 zum SA-Brigadeführer befördert.
Ab 1939 nahm Müller am Zweiten Weltkrieg teil. Zunächst von 1939 bis 1941 als Kompanieführer im 179. Infanterieregiment des Heeres. Nach seiner Beförderung zum Hauptmann wurde er 1941 ins Regimentshauptquartier versetzt.
Unmittelbar nach dem Beginn des Russlandfeldzuges wurde Müller dem Sonderstab R unter Alfred Rosenberg zugeteilt, der mit der Organisation der deutschen Besatzungsverwaltung in den sowjetischen Gebieten beauftragt war. Bereits im September 1941 kehrte er zur Wehrmacht zurück: Von Oktober 1941 bis Oktober 1942 fungierte er als Verbindungsführer zwischen der Armeegruppe Mitte und dem Reichsministerium für die besetzten Ostgebiete. In dieser Stellung wurde er im August 1942 zum Major befördert.
Im Oktober 1942 wurde Müller als Verbindungsführer des Ostministeriums zur Armeegruppe Süd versetzt. Ein Jahr später, im Oktober 1943, wurde er vom Ostministerium mit der Betreuung des Problems der sich in den deutschen Besatzungsgebieten aufhaltenden Flüchtlinge – bei denen es sich im Wesentlichen um Kosaken handelte – beauftragt. In dieser Eigenschaft war er für die Beaufsichtigung aller Dienststellen verantwortlich, die mit der Durchführung der Evakuierung von mit der deutschen Besatzungsmacht kooperierenden Bevölkerungstruppen – in der Regel Gegner der Sowjetherrschaft, die es vorzogen, sich im Rahmen des fortschreitenden deutschen Rückzugs aus den besetzten Gebieten und des Vormarsches der Roten Armee nach Westen evakuieren zu lassen – befasst waren.
Mitte 1944 wurde Müller von Gottlieb Berger zum Bevollmächtigten des Reichsministeriums für die besetzten Ostgebiete für Kosakenflüchtlinge ernannt.
Am 2. Mai 1945 wurde Müller in München von der US-Armee gefangen genommen. Anschließend wurde er bis 1948 interniert. Während dieser Zeit wurde er im Rahmen der Nürnberger Prozesse als Zeuge vernommen.

## Belege
1. ↑  Bundesarchiv R 9361-III/568841
2. ↑  Zeugenliste der Nürnberger Prozesse.

| Personendaten    | Personendaten                                                                |
| ---------------- | ---------------------------------------------------------------------------- |
| NAME             | Müller, Oskar                                                                |
| ALTERNATIVNAMEN  | Müller, Oskar Walter (vollständiger Name)                                    |
| KURZBESCHREIBUNG | deutscher SA-Führer, zuletzt im Rang eines SA-Brigadeführers, sowie Offizier |
| GEBURTSDATUM     | 23. März 1894                                                                |
| GEBURTSORT       | Baden-Baden                                                                  |
| STERBEDATUM      | nach 1948                                                                    |